# Boks na Igrzyskach Brytyjskiej Wspólnoty Narodów 1974
Boks na Igrzyskach Brytyjskiej Wspólnoty Narodów w 1974 – 10. edycja zawodów bokserskich, w których wzięli udział zawodnicy z Brytyjskiej Wspólnoty Narodów. Boks na Igrzyskach Brytyjskiej Wspólnoty Narodów w Christchurch trwał od 24 stycznia do 2 llutego 1974, a uczestnicy rywalizowali w 11 kategoriach wagowych.

## Medaliści
| Kat. wagowa                      |                 |                   |                               |
| -------------------------------- | --------------- | ----------------- | ----------------------------- |
| Waga papierowa (– 48 kg)         | Stephen Muchoki | James Odwori      | John Bambrick Syed Kadir      |
| Waga musza (– 51 kg)             | David Larmour   | Chandra Narayanan | John Byaruhanga Saliu Ishola  |
| Waga kogucia (– 54 kg)           | Pat Cowdell     | Ali Rojo          | Newton Chisanga Isaac Maina   |
| Waga piórkowa (– 57 kg)          | Eddie Ndukwu    | Shadrack Odhiambo | Dale Anderson Samuel Mbugua   |
| Waga lekka (– 60 kg)             | Ayub Kalule     | Kayin Amah        | Robert Colley Muniswamy Venu  |
| Waga lekkopółśrednia (– 63,5 kg) | Obisia Nwakpa   | Anthony Martey    | James Douglas Philip Mathenge |
| Waga półśrednia (– 67 kg)        | Mohamed Muruli  | Errol McKenzie    | Steve Cooney John Rodgers     |
| Waga lekkośrednia (– 71 kg)      | Lottie Mwale    | Alex Harrison     | Robbie Davies Lance Revill    |
| Waga średnia (– 75 kg)           | Frank Lucas     | Julius Luipa      | Leslie Rackley Carl Speare    |
| Waga półciężka (– 81 kg)         | Bill Knight     | William Byrne     | Gordon Ferris Isaac Ikhouria  |
| Waga ciężka (+ 81 kg)            | Neville Meade   | Fatai Ayinla      | Benson Masanda Vai Samu       |

## Tabela medalowa
| Poz.  | Państwo                   |    |    |    | Łącznie |
| 1.    | Anglia                    | 3  | 0  | 2  | 5       |
| 2.    | Uganda                    | 2  | 3  | 2  | 7       |
| 3.    | Ghana                     | 2  | 0  | 2  | 4       |
| 4.    | Nigeria                   | 2  | 2  | 2  | 6       |
| 5.    | Zambia                    | 1  | 1  | 1  | 3       |
| 6.    | Irlandia Północna         | 1  | 0  | 2  | 3       |
| 7.    | Saint Vincent i Grenadyny | 1  | 0  | 0  | 1       |
| 8.    | Nowa Zelandia             | 0  | 1  | 3  | 4       |
| 8.    | Szkocja                   | 0  | 1  | 3  | 4       |
| 10.   | Indie                     | 0  | 1  | 1  | 2       |
| 11.   | Ghana                     | 0  | 1  | 0  | 1       |
| 11.   | Walia                     | 0  | 1  | 0  | 1       |
| 13.   | Kanada                    | 0  | 0  | 1  | 1       |
| 13.   | Samoa                     | 0  | 0  | 1  | 1       |
| 13.   | Singapur                  | 0  | 0  | 1  | 1       |
| Razem | Razem                     | 11 | 11 | 22 | 44      |